# Second Nature (album de Flying Colors)
Pour les articles homonymes, voir Second Nature.
Albums de Flying Colors
Flying Colors
(2012)
Second Nature est le deuxième album studio du supergroupe américain Flying Colors sorti le 29 septembre 2014 en Europe et le 30 septembre 2014 aux États-Unis sur le label Mascot Label Group.

## Liste des chansons
| No | Titre                 | Durée |
| -- | --------------------- | ----- |
| 1. | Open Up Your Eyes     | 12:24 |
| 2. | Mask Machine          | 6:06  |
| 3. | Bombs Away            | 5:03  |
| 4. | The Fury of My Love   | 5:10  |
| 5. | A Place in Your World | 6:25  |
| 6. | Lost Without You      | 4:46  |
| 7. | One Love Forever      | 7:17  |
| 8. | Peaceful Harbor       | 7:01  |
| 9. | Cosmic Symphony       | 11:46 |

## Crédits
| Flying Colors - Casey McPherson : chant, guitare électrique, claviers - Steve Morse : guitare acoustique, guitare électrique - Dave LaRue : basse - Neal Morse : claviers, chant - Mike Portnoy : batterie, percussions, chant Musiciens additionnels - The McCrary Sisters : chœurs sur Peaceful Harbor et Cosmic Symphony - Chris Carmichael : instrument à cordes sur The Fury of My Love et Peaceful Harbor - Shane Borth : instrument à cordes sur Bombs Away - Eric Darken : tambourin sur One Love Forever | - Flying Colors : production - Bill Evans, Jerry Guidroz et Flying Colors : ingénierie du son - Rich Mouser : mixage - Paul Logus : matriçage - Hugh Syme : art, design et illustrations - Jim Arbogast : photographie |